# Mrs. Fields
A Mrs. Fields' Original Cookies Inc. é um franchisador americano no setor dos snacks, tendo como marcas principais a Mrs. Fields e a TCBY. Através das lojas de retalho dos seus franchisados, é um dos maiores retalhistas de bolachas e brownies especiais acabados de fazer no local nos Estados Unidos e o maior retalhista de iogurte congelado de serviço suave no país. Os seus sistemas de franchising incluem mais de 300 locais franchisados e licenciados nos Estados Unidos e em 22 outros países. Também oferece produtos de mercearia a retalho e um catálogo de presentes sob o nome de Mrs. Fields Gifts. A sua sede situa-se em Broomfield, Colorado.

## História
A Mrs. Fields Cookies foi fundada por Debbi Fields no final da década de 1970. Ela e o seu marido Randy abriram a primeira de muitas lojas em 1977 em Palo Alto, Califórnia, vendendo bolachas caseiras que rapidamente ganharam popularidade. As bancas estavam localizadas em muitos aeroportos e centros comerciais dos Estados Unidos. Em 1982, mudaram a sua sede para Park City, Utah. No início da década de 1990, a empresa foi vendida a uma empresa de investimento.
Durante as décadas de 1980 e 1990, a empresa adquiriu várias outras marcas, incluindo The Famous Chocolate Chip Cookie Company, The Original Cookie Company, Great American Cookies, Pretzel Time, Pretzelmaker, Hot Sam Pretzel Bakery e TCBY. Todas as lojas Hot Sam's foram convertidas para Pretzel Time e Great American Cookies, Pretzel Time e Pretzelmaker foram mais tarde vendidas à Nexcen Franchise Management, deixando apenas Mrs. Fields' Cookies e TCBY como marcas do portfólio.
Em 2007, a Mrs. Fields celebrou o seu 30º aniversário com uma procura nacional de um novo biscoito. A receita de Carrie Lawrence, residente em Chandler, Arizona, para “Oatmeal Peanut Butter Scotchies” foi escolhida entre 700 outras receitas como o biscoito do 30º aniversário da Mrs. Fields em agosto de 2007.
Em maio de 2012, a Mrs. Fields anunciou que ia mudar a sua sede para a zona de Denver, Colorado. De acordo com o então CEO Tim Casey, a mudança deveu-se ao fato de "Muitas empresas de franchising de serviços casuais/rápidos terem sido lançadas e estarem sediadas em Denver, tornando-a um ambiente ideal para a partilha de ideias".
A empresa adquiriu o licenciado de longa data Maxfield Candy e a marca de nozes, frutos secos e pipocas de alta qualidade Nutty Guys em Salt Lake City, Utah, a 24 de dezembro de 2014.